# Bahnhof Hamburg-Neugraben
Der Bahnhof Hamburg-Neugraben ist ein von der S-Bahn Hamburg bedienter Bahnhof im Hamburger Stadtteil Neugraben-Fischbek. Er verfügt über zwei Mittelbahnsteige und einen Hausbahnsteig. Mit 19.801 Ein- und Aussteigern (montags bis freitags, Stand 2019) ist der Bahnhof Neugraben durchschnittlich frequentiert. Der Bahnhof Neugraben liegt in der Tarifzone 318 des Hamburger Verkehrsverbundes.

## Geschichte

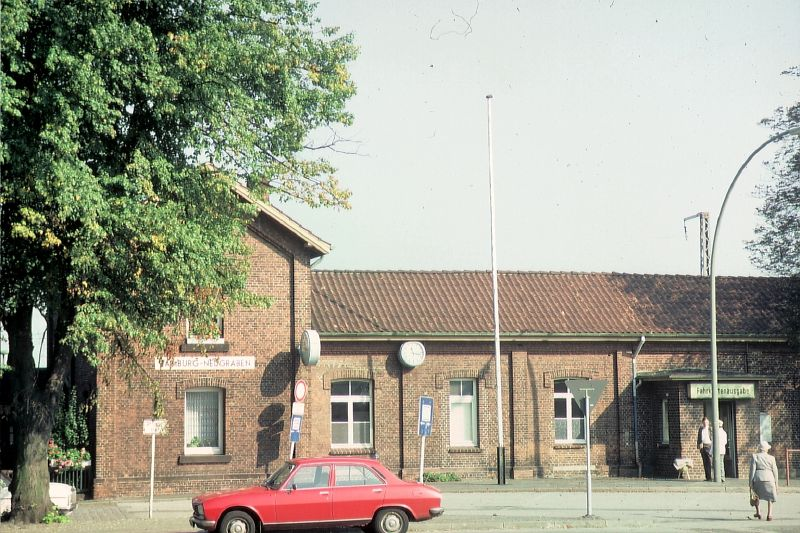
Das historische Empfangsgebäude um 1980.

### Bau und Betrieb in der Anfangszeit
Der Bahnhof Neugraben entstand Anfang der 1880er Jahre im Zuge des von der Unterelbischen Eisenbahngesellschaft vorangetriebenen Baus der Eisenbahnstrecke von Harburg nach Cuxhaven. Am 1. April 1881 konnte die Strecke zusammen mit dem Bahnhof feierlich eröffnet werden.

### Zeit des Nationalsozialismus und Nachkriegszeit
Mit dem Groß-Hamburg-Gesetz wurde Neugraben am 1. April 1937 ein Stadtteil Hamburgs. Im Zuge dessen wurde der Hamburger Vororttarif eingeführt.
1961 begannen die Vorbereitungen zur Errichtung einer Park-and-Ride-Anlage. Seit dem Sommerfahrplan 1966, der ab 22. Mai des Jahres galt, fahren die Busse nicht mehr nur zum Neugrabener Markt, sondern bedienen auch den Bahnhof. Zeitgleich wurde eine neue Busverbindung über Fischbek nach Neu Wulmstorf eingerichtet. Zum Winterfahrplan 1971 wurde eine Busverbindung nach Finkenwerder eröffnet.

### Bau der S-Bahn nach Neugraben
Vor der Eröffnung der Gleichstrom-S-Bahn nach Neugraben fuhren unregelmäßig Vorortzüge auf der Niederelbebahn. An einen Taktfahrplan war aufgrund dichter Streckenbelegung durch Güterzüge und insbesondere durch die überlastete Eisenbahnstrecke von Harburg zum Hauptbahnhof nicht zu denken. Der unbefriedigenden Situation für die rasant wachsenden Stadtteile Neugraben-Fischbek und Hausbruch sollte mit einer modernen Schnellbahn Abhilfe geschaffen werden. Zwischenzeitlich war sogar eine provisorische Bedienung mit Wechselstromzügen zwischen Neugraben und Harburg vorgesehen. Dazu sollte der Harburger S-Bahn-Tunnel entsprechend höher gebaut werden – die Mehrkosten wurden auf drei Millionen DM geschätzt. Diese Planung und ein ursprünglich angestrebter Eröffnungstermin 1979 konnten jedoch nicht realisiert werden. Eine S-Bahn nach Fischbek zur Erschließung der Anwohner in diesem Ortsteil war nicht vorgesehen, um dem Prestige eines S-Bahn-Punktes für Neugraben nicht im Wege zu stehen. Zudem konnten so die Baukosten reduziert werden.
Im Zuge der Errichtung der Gleichstrom-S-Bahn nach Neugraben wurden der Bahnhof und sein Umfeld stark umgestaltet. Der Bahnhof wurde auf fünf Gleise erweitert und erhielt eine großzügige Abstellanlage am westlichen Ende. Das Bahnhofsgebäude aus der Anfangszeit, in welchem neben Toiletten und einem Fahrkartenschalter auch eine Gaststätte mit vielfältigem Veranstaltungsprogramm untergebracht war, verschwand vollständig und wurde durch einen schmucklosen Neubau aus Beton ersetzt. Gleichzeitig wurde eine Fußgängerbrücke über den Bahnhof errichtet – sämtliche ebenerdigen Wege über die Strecke verschwanden und wurden durch Unterführungen ersetzt oder ersatzlos stillgelegt. Südlich des Bahnhofs wurde eine Busumsteigeanlage für einen komfortablen Umstieg zwischen Bus und S-Bahn eingerichtet.
Am 4. August 1984 konnte der Betrieb der S-Bahn nach Neugraben schließlich aufgenommen werden. Zur Eröffnung kamen etwa 150.000 Schaulustige und der damalige Hamburgische Bürgermeister Klaus von Dohnanyi sowie hochrangige Vertreter der Bundesbahn und aus der Politik. Anlässlich der Eröffnung wurde der Triebzug 260 der Baureihe 472, welcher den Eröffnungszug anführte, von Irma Schuster, der damaligen Wirtin einer Gaststätte am Kiekeberg, auf den Namen Süderelbe getauft.
Die Regional-Express-Züge nach Cuxhaven, welche bis zur Eröffnung der S-Bahn nach Stade in Neugraben hielten, durften bis zur Erweiterung des Tarifgebietes des Hamburger Verkehrsverbundes in die Landkreise Stade, Harburg und Lüneburg am 12. Dezember 2004 nur bis Harburg, die ebenfalls in Neugraben haltende Regional-Bahn nach Stade jedoch bis Neugraben mit HVV-Fahrkarten benutzt werden.

### Verlängerung der S-Bahn nach Stade und neuere Entwicklung
Im Zuge der Vorbereitungen zur Verlängerung der S-Bahn nach Stade wurde der Bahnhof umfassend umgestaltet. Das Gleis 3, das bislang von den in Neugraben endenden Regionalbahnen nach Buxtehude und Stade genutzt wurde, verlor seine Oberleitung und erhielt eine Stromschiene für die Nutzung durch die Fahrzeuge der S-Bahn. Am 8. Dezember 2007 wurde die Verlängerung der S-Bahn nach Stade feierlich eingeweiht, zu diesem Anlass fand eine Premierenfahrt mit geladenen Gästen statt. Im Anschluss konnten Interessierte die neue Verbindung kostenlos ausprobieren.
2021/22 kam es im Umfeld des Neugrabener Bahnhofs immer wieder zu Gewaltdelikten, die CDU-Fraktion der Bezirksversammlung Harburg bezeichnete daher das Umfeld als Angstraum. Die Polizei entgegnete dem, dass Neugraben kein Kriminalitätsschwerpunkt sei.
2020 wurde die Busumsteigeanlage umfassend modernisiert, diese ist seitdem übersichtlicher gestaltet.
Im Zuge der Neuordnung des Liniennetzes der S-Bahn Hamburg 2023 wird der Bahnhof Neugraben nicht mehr durch die eingestellte S31, dafür durch die S5 bedient, welche von Stade über die Verbindungsbahn zur Elbgaustraße verkehrt. Die S3 bedient den Wechselstrom-Abschnitt zwischen Stade und Neugraben seitdem nicht mehr, sondern nur noch den Gleichstromabschnitt ab Neugraben.

## Aufbau

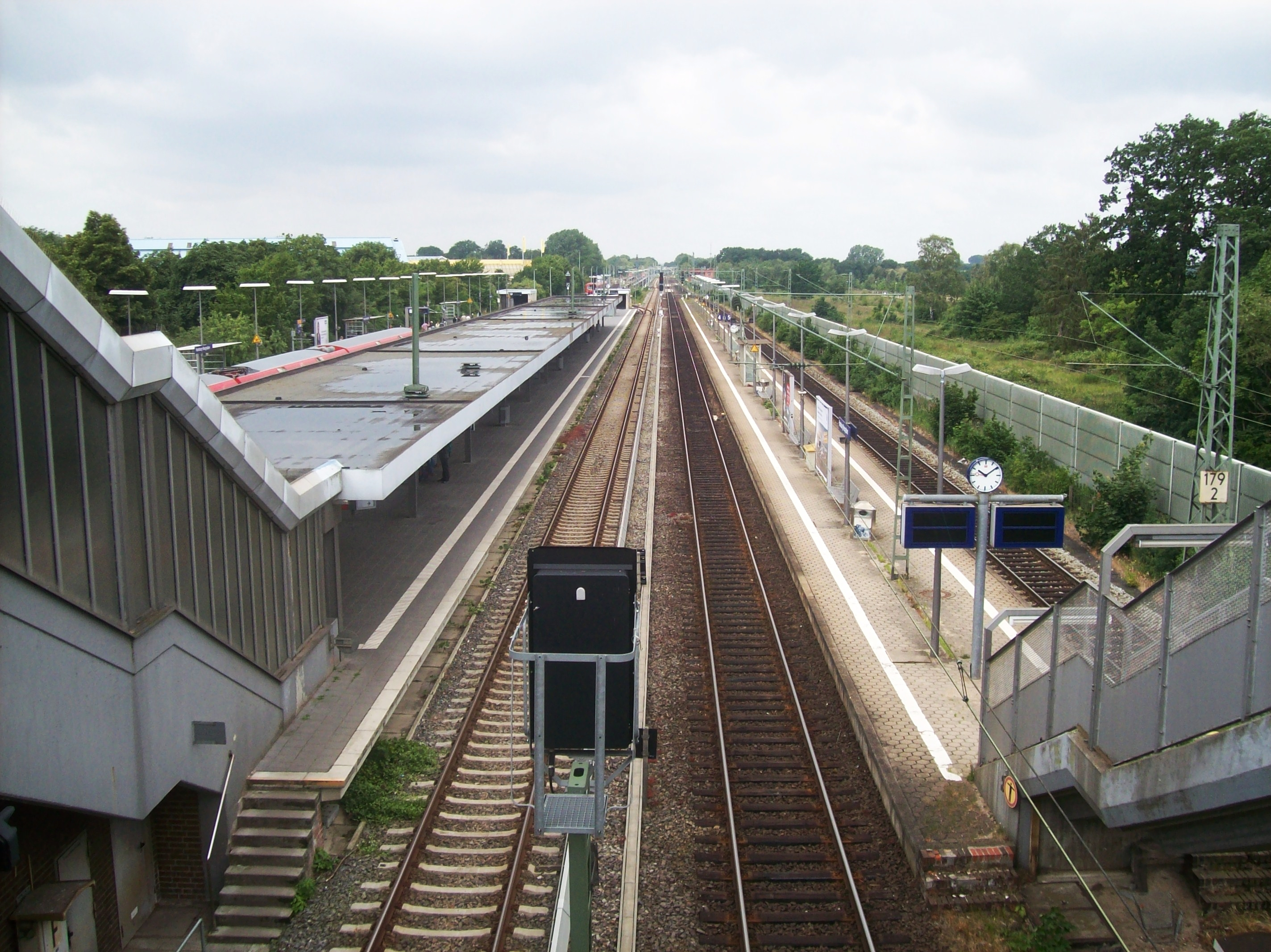
Überblick über die Gleise des Neugrabener Bahnhofs

Betrieblich handelt es sich um zwei Bahnhöfe, den S-Bahnhof (ANRS) und den Bahnhof an der Niederelbebahn (ANR). Die Bahnhofsanlage verfügt über zwei Mittelbahnsteige und einen Hausbahnsteig. Der Hausbahnsteig (Gleis 1) wird von der S5 aus Richtung Stade in Richtung Elbgaustraße bedient. Am südlichen Mittelbahnsteig kehren (von Gleis 2) die in Neugraben endenden Fahrten der S3 und S5. Von Gleis 3 fahren die Züge der S5 in Richtung Stade. Der nördliche Mittelbahnsteig (Gleise 4 und 5) dient den Regionalzügen zwischen Cuxhaven und Hamburg, wird jedoch planmäßig nicht bedient. Die Bahnsteige der S-Bahn sind barrierefrei zugänglich. Alle Bahnsteige verfügen über eine dynamische Fahrgastinformation. Nördlich des Bahnhofes befindet sich die Neubausiedlung Vogelkamp mit einer kleinen Bushaltestelle zu deren Bedienung. Südlich des Bahnhofes gibt es eine große Busumsteigeanlage und das Süderelbe-Einkaufszentrum (SEZ) sowie eine an den Bahnhof angeschlossene Fußgängerbrücke über die Cuxhavener Straße hinweg zum Neugrabener Markt.
Im westlichen Bahnhofskopf befinden sich eine umfassende Kehranlage der S-Bahn Hamburg sowie die Systemwechselstelle, an welcher für die S-Bahnzüge von und nach Buxtehude und Stade die Stromversorgung zwischen Gleichstrom über die seitliche Stromschiene und Wechselstrom aus der Oberleitung wechselt.

## Verkehrsanbindung
| Linie | Verlauf |
| ----- | --- |
| S 3   | Pinneberg – Thesdorf – Halstenbek – Krupunder – Elbgaustraße – Eidelstedt – Stellingen (Arenen) – Langenfelde – Diebsteich – Altona – Königstraße – Reeperbahn – Landungsbrücken – Stadthausbrücke – Jungfernstieg – Hauptbahnhof – Hammerbrook (City Süd) – Elbbrücken – Veddel (BallinStadt) – Wilhelmsburg – Harburg – Harburg Rathaus – Heimfeld (TU Hamburg) – Neuwiedenthal – Neugraben                                                     |
| S 5   | Elbgaustraße – Eidelstedt – Stellingen (Arenen) – Langenfelde – Diebsteich – Holstenstraße – Sternschanze – Dammtor – Hauptbahnhof \ Hauptstrecke – Hammerbrook (City Süd) – Elbbrücken – Veddel (BallinStadt) – Wilhelmsburg – Harburg – Harburg Rathaus – Heimfeld (TU Hamburg) – Neuwiedenthal – Neugraben – Fischbek – Neu Wulmstorf – Buxtehude – Neukloster – Horneburg – Dollern – Agathenburg – Stade / in Tagesrandzeiten – Berliner Tor |

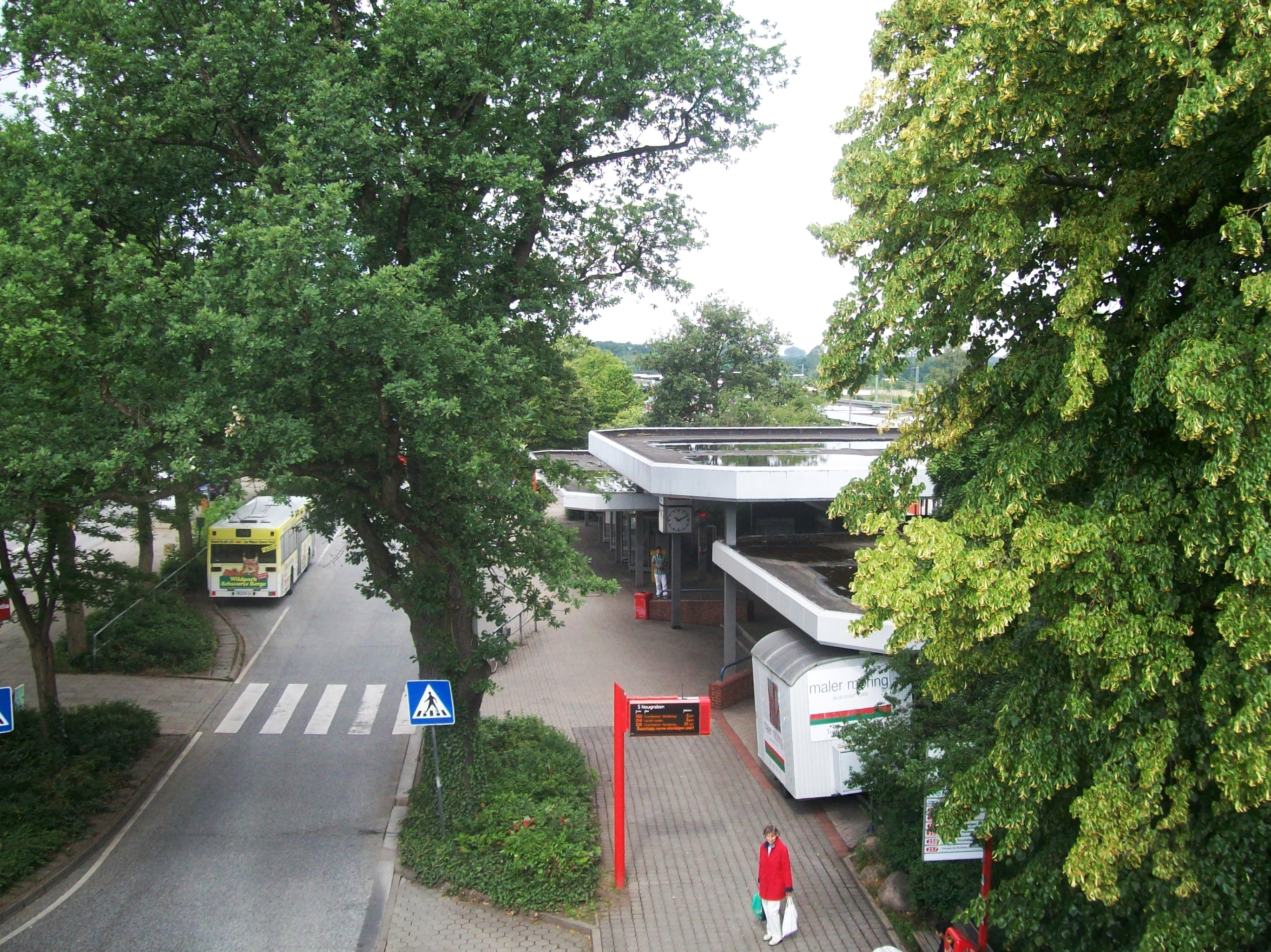
Busumsteigeanlage vor dem Umbau

Die nächstgelegenen Haltepunkte sind Fischbek (1.949 m entfernt) und Neuwiedenthal (694 m entfernt).
Vom Regionalverkehr wird der Bahnhof Neugraben planmäßig nicht mehr bedient, jedoch hält der RE5 der Start Unterelbe GmbH regelmäßig bei Störungen oder Bauarbeiten hier.
Von der Busumsteigeanlage südlich des Bahnhofes verkehren die Buslinien 140 (Neugraben – Neuwiedenthal), 141 (Neugraben – Hausbruch – Harburg – Rönneburg), 240 (Fischbeker Heide – Neugraben – Fischbek – Neu Wulmstorf), 250 (Fischbeker Heide – Neugraben – Hausbruch – Waltershof – Altona), 251 (Neugraben – Hausbruch – Finkenwerder), 257 (Neugraben – Cranz – Jork) und die XpressBus-Linie X40 (Neugraben – Hausbruch – Finkenwerder – AIRBUS). In den Nächten von Sonntag auf Montag bis Donnerstag auf Freitag verkehrt als Ersatz für die S-Bahn die NachtBus-Linie 641 (Altona – Rathausmarkt – Harburg – Neugraben) bzw. in den Wochenendnächten (Neuwiedenthal – Neugraben – Fischbek – Neu Wulmstorf).
Nördlich des Bahnhofs befindet sich eine P+R-Umsteigeanlage mit 698 Stellplätzen. Südlich des Bahnhofs entsteht eine B+R-Umsteigeanlage mit 900 Fahrradabstellplätzen, zudem befindet sich hier eine StadtRAD-Station.

## Zwischenfälle
Zu einem Unfall kam es am 31. Juli 1955, als ein vierjähriges Kind aus dem fahrenden Zug fiel, nachdem es an der Abteiltür gespielt hatte. Am Nachmittag des 20. November 1955 wurde auf einen durchfahrenen Eilzug geschossen. Nach einem Ehestreit stürzte sich ein Mann kurz vor Einfahrt in den Bahnhof Neugraben am 12. März 1957 aus dem fahrenden Zug. Er kam mit einer Kopfverletzung ins Krankenhaus. Ebenfalls mit schweren Kopfverletzungen ins Krankenhaus musste am 5. Februar 1960 eine Rentnerin, nachdem sie auf dem Trittbrett des Waggons mitfuhr und abzuspringen versuchte.